# سهير ناصر الدين
سهير ناصر الدين (1969- ) هي ممثلة وممثلة صوت لبنانية.

## عن حياتها
شاركت في العديد من المسلسلات والأفلام .

## فيلموغرافيا

### تلفاز
- لعبة الموت
- الغالبون 2

### أدوار الدبلجة
- أصحاب الكهف
- أميرة الروم
- آليس في بلاد العجائب (فيلم 1951) (النسخة العربية الفصحى)
- ثانوية الاستخبارات
- جامعة المرعبين
- خلف حائط الحديقة
- السنافر - سنفورة (نسخة إيمدج برودكشن هاوس)
- مات هاتر
- من ألف ليلة وليلة
- يوسف الصديق - تياميني

## وصلات خارجية
- سهير ناصر الدين على موقع IMDb (الإنجليزية)
- سهير ناصر الدين على موقع قاعدة بيانات الأفلام العربية